# Mithat Demirel
Mithat Demirel (* 10. Mai 1978 in Berlin) ist ein ehemaliger deutscher Basketballnationalspieler. Nach seiner Spielerkarriere blieb er dem Basketball treu und arbeitete zunächst bis 2015 als Sportdirektor bei Alba Berlin und anschließend bis 2018 als Generaldirektor des türkischen Vereins Darüşşafaka SK Istanbul.
Er absolvierte 100 A-Länderspiele für Deutschland und gewann 2002 WM-Bronze sowie 2005 Silber bei der Europameisterschaft. Demirel spielte von 1997 bis 2005 bei Alba Berlin, unterbrochen von rund einem halben Jahr bei Oyak Bursa sowie eineinhalb Jahren beim Mitteldeutschen BC, und wurde mit den „Albatrossen“ fünf Mal deutscher Meister.

## Laufbahn

### Spieler
Demirel besuchte in Berlin-Lankwitz die Schule. Er wuchs in der Nähe einer Kaserne der US-Armee auf und kam früh mit dem Basketballsport in Berührung, indem er US-Soldaten bei der Ausübung der Sportart zusah. Er begann seine Basketballkarriere beim SSC Südwest als Mini-Spieler und wechselte als B-Jugendlicher zum TuS Neukölln und später zum TuS Lichterfelde. Der Sohn türkischer Eltern ist mit seiner Größe von 1,80 Metern für Basketballverhältnisse relativ klein. Er gab sein Bundesligadebüt bei Alba Berlin. 1999 nahm Demirel ein Angebot von Oyak Bursa an und wechselte ins Heimatland seiner Eltern, erlebte dort jedoch Anpassungsschwierigkeiten. Am Jahresende 1999 ging er zum Bundesligisten Mitteldeutschen BC, für den er bis 2001 spielte und dann nach Berlin zurückkehrte. Er wurde mit den „Albatrossen“ fünf Mal deutscher Meister und vier Mal DBB-Pokalsieger.
Im Jahre 2003 wurde er zum Spieler des Jahres in Deutschland gekürt. Nach der Spielzeit 2004/05 verlängerte Demirel seinen Vertrag bei seinem langjährigen Club Alba Berlin nicht und ging ins Ausland. Zuvor war er längere Zeit von gesundheitlichen Beschwerden ausgebremst worden, unter anderem von einer Schambeinverletzung, die Ende März 2005 einen Eingriff nötig machte.
In der Saison 2005/06 spielte Demirel bei Beşiktaş Istanbul. Zur darauffolgenden Saison wechselte er zu Galatasaray Café Crown. Es folgte ein Intermezzo in Italien (Scafati Basket). Im Januar 2008 gaben die Brose Baskets aus Bamberg bekannt, Demirel bis Saisonende verpflichtet zu haben.
Zur Vorbereitung auf die Saison 2009/10 reiste Demirel mit seinem ehemaligen Basketballverein Alba Berlin ins Trainingslager nach Kranjska Gora. Offiziell ließ der Verein verlauten, dass der vereinslose Demirel sich ausschließlich fit halten will, um sich noch einmal für andere Basketballvereine zu empfehlen.
Im Frühjahr 2010 gab er das Ende seiner Spielerkarriere bekannt. Er entschied sich zu diesem Schritt, da er seit April 2008 unter einer Augenverletzung litt, die unter anderem Kopfschmerzen auslöste. In einem Bundesliga-Spiel im April 2008 war Demirel am Auge verletzt worden, wodurch seine Sehkraft dauerhaft verringert wurde.

### Nationalmannschaft
Demirel lief zwischen 1999 und 2007 in 100 A-Länderspielen auf und gewann mit der Nationalmannschaft zwei Medaillen: Bronze bei der WM 2002 und Silber bei der EM 2005. Demirel war bei der Nationalmannschaft jahrelang Zimmergenosse von Dirk Nowitzki.

### Funktionär
Ab der Saison 2010/11 war Mithat Demirel bis zum Beginn der Saison 2015/16 Sportdirektor bei Alba Berlin und damit Nachfolger von Henning Harnisch. Am 20. September 2015 wurde der Wechsel zum türkischen Erstligisten Darüşşafaka SK Istanbul bekanntgegeben. Demirel gab persönliche Gründe für seine Entscheidung an. Er wurde als Generaldirektor Darüşşafakas tätig. Der von der Unternehmensgruppe Doğuş finanzierte Verein gab 2016 das Ziel aus, in Europas Spitze vorstoßen zu wollen. Nach der Verpflichtung des ehemaligen NBA-Trainers David Blatt erreichte man in der Saison 2016/17 das Viertelfinale der Euroleague gegen Real Madrid. In der Saison 2017/18 gewann die Mannschaft überraschend den EuroCup und qualifizierte sich erneut für die Euroleague. 2018 verließ Demirel Darüşşafaka. Er kehrte in seine Heimatstadt Berlin zurück und wurde beratend für internationale Klubs tätig. In Berlin brachte er sich als Trainer zeitweise in die Vereinsarbeit des Friedenauer TSC ein.

## Privatleben
2010 heiratete Mithat Demirel seine Freundin Nanna Theet. 2011 kam ihr gemeinsamer Sohn zur Welt.

## Auszeichnungen und Erfolge
- 1997, 1998 A-Jugendmeister in Deutschland mit TuS Lichterfelde Berlin
- 1997, 1998, 1999, 2002, 2003 Deutscher Meister mit Alba Berlin
- 1997, 1999, 2002, 2003 Deutscher Pokalsieger mit Alba Berlin
- 2001 4. Platz bei der Europameisterschaft mit Deutschland
- 2002 Bronzemedaille bei der Weltmeisterschaft mit Deutschland
- 2005 Silbermedaille bei der Europameisterschaft mit Deutschland

## Belege
1. ↑  Demirel und Pesic sind alte Freunde und neue Rivalen. In: Berliner Morgenpost. 31. März 2012, abgerufen am 16. Februar 2022.
2. 1 2  #80 - Mithat Demirel, ehem. Nationalspieler. In: Talkin' Basketball - mit Stefan Koch, Olli D. + Gästen. 2024, abgerufen am 19. Mai 2024.
3. ↑  Mithat Demirel. In: TBL Stat. Abgerufen am 19. Mai 2024 (englisch).
4. ↑  Tschüß Mithat! Neuer Shooter schon da. In: B.Z. 10. August 2005, abgerufen am 19. Mai 2024.
5. ↑  Christian Schwager: Die Basketballer von Alba Berlin hoffen in der entscheidenden Saisonphase auf die baldige Rückkehr ihres Kapitäns Demirel: Von Tag zu Tag. In: Berliner Zeitung. 10. Mai 2005, abgerufen am 19. Mai 2024.
6. ↑  Alba-Schock: Demirel operiert! In: B.Z. 30. März 2005, abgerufen am 19. Mai 2024.
7. ↑  Brose Baskets lands Mithat Demirel. In: Euroleague. (euroleague.net [abgerufen am 13. Januar 2017]).
8. ↑  Mithat Demirel beendet Karriere. In: Spox.com. 8. März 2010 (spox.com [abgerufen am 13. Januar 2017]).
9. ↑  Alba Berlin: Schmerzen im Kopf. In: Der Tagesspiegel. ISSN 1865-2263 (tagesspiegel.de [abgerufen am 19. Mai 2024]).
10. ↑  Hans-Joachim Mahr: Mithat Demirel. In: mahr.sb-vision.de. Abgerufen am 13. Januar 2017.
11. ↑  Demirel und Garrett verabschieden sich aus der Nationalmannschaft. In: Deutscher Basketball-Bund. Abgerufen am 13. Januar 2017.
12. ↑  Basketball-EM: Ein Freund verrät Geheimnisse über Dirk Nowitzki. In: Die Welt. 24. August 2017, abgerufen am 19. Mai 2024.
13. ↑  Mixed Zone: Demirel wird Alba-Sportdirektor, Eishockey-Coach verprügelt. In: Der Spiegel. Abgerufen am 13. Januar 2017.
14. ↑  Mithat Demirel geht in die Türkei. In: Alba Berlin. 20. September 2015, abgerufen am 20. Mai 2024.
15. ↑  Alman takımından Darüşşafaka Doğuş'a geldi. In: Anadolu Ajansı. 8. Oktober 2015, abgerufen am 20. Mai 2024.
16. ↑  İbrahim Kutluay ve David Blatt Darüşşafaka Doğuş'un gelecek vizyonunu açikladi. In: Doğuş Grubu. 23. Juni 2016, abgerufen am 20. Mai 2024 (türkisch).
17. ↑  Mithat Demirel Daçka’dan Ayrıldı! In: Eurohoops.net. 2. August 2018, abgerufen am 20. Mai 2024 (türkisch).
18. ↑  Trainings, Tricks und Turnschuh-Autogramme. In: B.Z. 22. Mai 2022, abgerufen am 20. Mai 2024.
19. ↑  Alba Berlin: Titus sagt schon Baba. In: Märkische Oderzeitung. 2. Januar 2012 (Online).

| Personendaten    | Personendaten               |
| ---------------- | --------------------------- |
| NAME             | Demirel, Mithat             |
| KURZBESCHREIBUNG | deutscher Basketballspieler |
| GEBURTSDATUM     | 10. Mai 1978                |
| GEBURTSORT       | Berlin                      |